# Eurypetalum batesii
Eurypetalum batesii är en ärtväxtart som beskrevs av Baker f. Eurypetalum batesii ingår i släktet Eurypetalum och familjen ärtväxter. Inga underarter finns listade i Catalogue of Life.